# Лінійні кораблі в Другій світовій війні

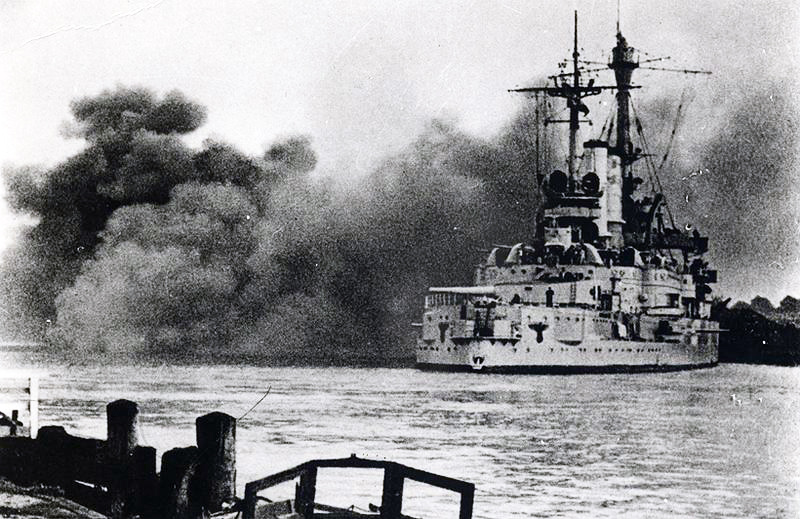
Німецький лінкор «Шлезвіг-Гольштейн», обстрілює Вестерплатте у Польщі 1 вересня 1939

Друга світова війна стала початком кінця лінкорів, як домінуючої сили на морі. На початку війни великі флоти лінкорів—багато з яких належало до попередньої ери дредноутів—вважалися однією вирішальних сил у морських битвах. До кінця війни будівництво лінкорів майже припинилося, а майже кожен лінкор, який вижив, у наступні роки після закінчення війни були списані або здані на металобрухт.
Деякі до воєнні командири бачили майбутнє за авіаносцями, а напад на Перл-Гарбор в 1941 лише підтвердив цю думку. В результаті більша частина морської війни в Тихому океані припала саме на авіаносці. Лінкори воювали з лінкорами лише у двох битвах на Тихому океані, а в Атлантиці лише три лінкори протистояли одному.
Лінкори залишилися найзахищенішими кораблями флотів; тим не менш, шістнадцять було потоплено і пошкоджено бомбами або торпедами, які було скинуто з літаків, а три з них були потоплені торпедами з субмарин. Крім того під час війни з'явилися керовані бомби, що спростило задачу ураження кораблів з літака.

## Бойові дії
Німецький до-дредноутний лінкор SMS Schleswig-Holstein зробив перші постріли Другої світової війни по польському гарнізону в Вестерплатте; а підписання капітуляції Японської імперії відбулося на борту лінкора ВМС США Міссурі. Ці події розділяли шість років, за які стало зрозуміло, що колишні володарі морів лінкори перетворилися на допоміжні судна, а новою силою другої половини двадцятого століття стали авіаносні ескадри.
Тим не менш лінкори відіграли важливу роль у бойових сутичках в Атлантиці, на Тихому океані та у Середземномор'ї. В Атлантиці, німці експериментували з лінкорами у своїй звичайні ролі ударної сили флоту, крім того вони використовували свої кишенькові лінкори у якості рейдерів. Хоча лінкори і взяли участь в кількох битвах, вони мало плинули на перебіг битви за Атлантику на відміну від есмінців і підводних човнів, а використання авіаносців стало вирішальним у більшості вирішальних битв на Тихому океані.
У червні 1940 «Шарнгорст» та Гнейзенау несподівано атакували і потопили легкий ескортний авіаносець HMS Glorious на захід від Норвегії. Це була перша і остання битва де авіаносець флоту потопили гарматами головного калібру. Під час нападу на Мерс-ель-Кебір, британські лінкори відкрили вогонь по французам, які стояли на рейді Алжиру з великокаліберних гармат, а пізніше переслідували французькі кораблі літаками з авіаносців.

Тірпіц (1941)

### Таранто і Матапан
Наприкінці 1940 та у 1941, лінкори брали участь в битвах з авіаносцями.
Першою демонстрацією потужності морської авіації стала британська атака італійської військово-морської бази в Таранто яка відбулася в ніч з 11 на 12 листопада 1940. Невелика кількість літаків Королівських ВМС атакувала італійський флот у гавані, потопили один і пошкодили два інших лінкори.
Через цю атаку італійці почали шукати можливості завдати удару по британських ВМС, в результаті вони зазнали поразки в битві біля мису Матапан. У цій битві британські торпедоносці настільки сильно пошкодили італійський лінкор, що той змушений був покинути стрій, а пізніше вночі британські лінкори потопили три важких крейсери італійців. [Архівовано 30 травня 2013 у Wayback Machine.]

### Клас Шарнгорст
Кораблі класу Шарнгорст стали першими великими кораблями, інколи їх відносять до лінійних крейсерів або лінкорів. Їх побудували для німецьких Крігмсмаріне після Першої світової війни. Клас складався з двох кораблів: головного Шарнгорста та Гнейзенау. Першим на воду спустили Шарнгорст, тому в деяких джерелах його називають головним кораблем; проте, в деяких джерелах клас називають Гнейзенау, тому що Гнейзенау першим заклали на стапелі і ввели в стрій. Вони стали символом відродження німецького флоту після Версальської угоди. Кораблі мали на озброєнні дев'ять 28 см гармат (11 in) SK C/34 у трьох тригарматних баштах, хоча існували плани переозброїти їх шістьма 38 см гарматами (15 in) SK C/34 у двогарматних баштах.
Шарнгорст було потоплено у бою біля Норд-Капу британськими есмінцями, крейсерами та лінкором Герцог Йоркський. Гнейзенау розбомбила авіація в сухому доку, після цього його не ремонтували.

### Бісмарк
Морська війна в Атлантиці виникла через спробу Німеччини використати великі бойові кораблі в якості рейдерів — два лінкори, Бісмарк та Тірпіц, та лінійних крейсери — щоб вплинути на битву за Атлантику знищуючи атлантичні конвої до Великої Британії. Тому для захисту конвоїв використали велику кількість бойових кораблів, крім того частина почала полювання на німецькі кораблі, де їм суттєво допомогла морська та сухопутна авіація. 24 травня 1941, під час спроби прориву до Північної Атлантики, Бісмарк вступив у бій з британськими лінкором HMS Prince of Wales та лінійним крейсером HMS Hood. Завдяки більш далекобійним та точним гарматам невдовзі Бісмарк, зміг потопити Худ влучивши в артилерійський погреб. Бісмарк та Принц Уельський влучили один в одного по три рази, через, що Принц Уельський покинув бій, а Бісмарк змушений був закінчити рейдерство, тому що частина палива змішалася з забортною водою. На шляху до Сен-Назера, Королівські ВМС продовжили полювання на Бісмарк, а вдала атака біпланів-торпедоносців Swordfish з авіаносця HMS Ark Royal пошкодила кермо Бісмарка, що значно уповільнило лінкор. Це дозволило двом лінкорам Королівських ВМС, крейсерам та есмінця потопити лінкор.

### Битви на Тихому океані

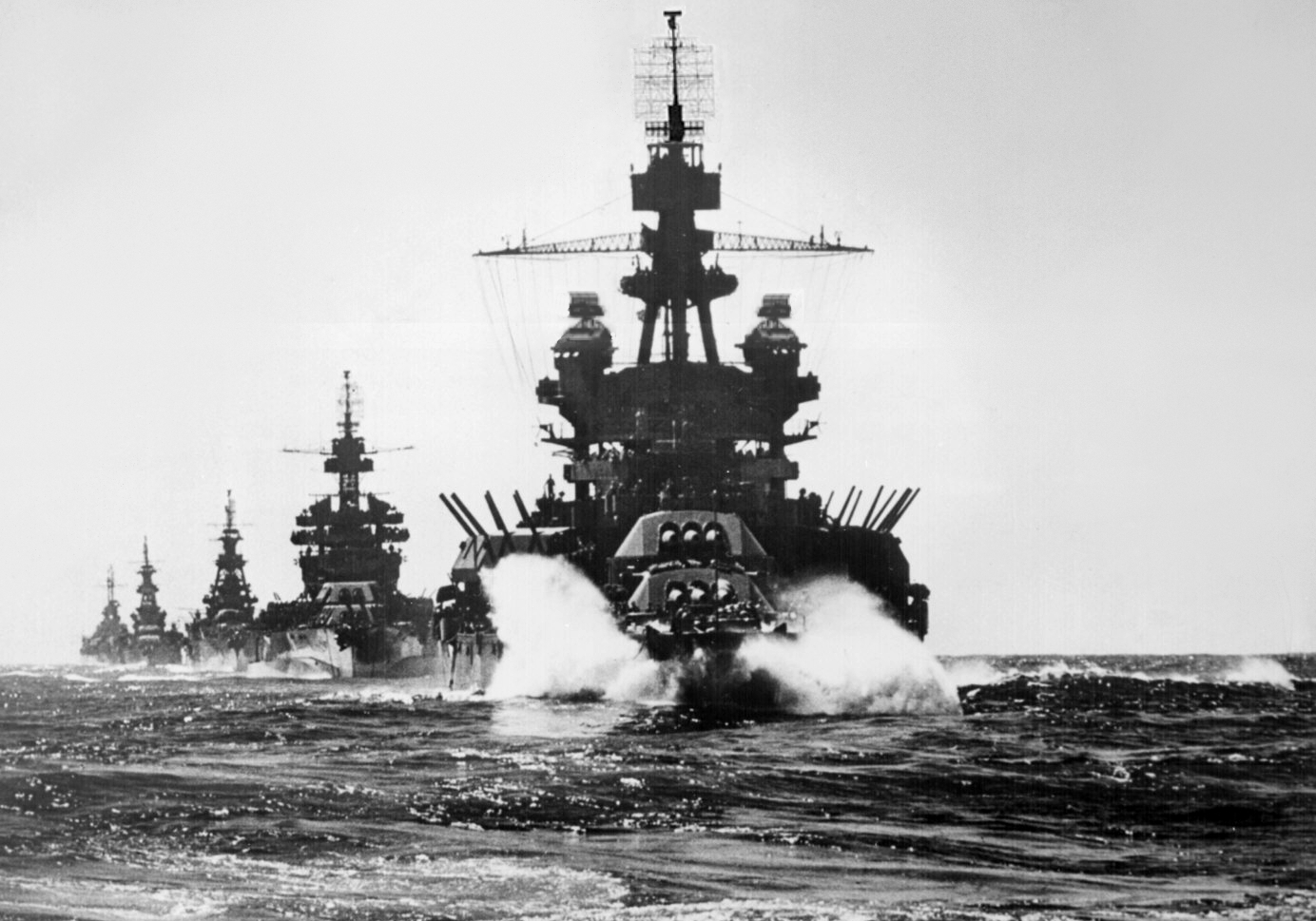
Pennsylvania (1915) головний корабель класу Colorado (1921) та крейсери Louisville (1930), Portland (1932) та Columbia (1941) в затоці Лінґайєн, Філіппіни, січень 1945

У багатьох вирішальних битвах на Тихому океані, наприклад у Кораловому морі та за Мідвей, лінкори або зовсім не брали участі або перебували в тіні авіаносців, які запускали свої літаки для участі в битві за сотні миль від себе. Основною задачею лінкорів на Тихому океані стали обстріли узбережжя та зенітний захист авіаносців. Стратегічною Японії стали два найбільших лінкори у світі класу Ямато, з головними гарматами калібром 18,1-дюйму (460 мм), але Ямато стріляв з головного калібру лише один раз, а Мусасі взагалі не стріляв зі своїх гармат. Через технічні дефекти (повільні лінкори не могли співпрацювати зі швидкими авіаносцями), помилкову військову доктрину (японці прагнули "вирішальної битви", яка так і не відбулася) та не вірні диспозицій (як у битві за Мідвей) лінкори не мали успіху.

#### Перл-Гарбор
До початку війни за Тихий океан, до воєнна доктрина базувалася на використанні дредноутів. Королівські ВМС не могли досягти паритету дев'яти японським лінкорам у Південно-Східній Азії, оскільки проти Німеччини вони мали б лише кілька кораблів. Проте, прем'єр-міністр Вінстон Черчилль був оптимістично налаштований відносно ситуації у Північній Атлантиці та на Середземномор'ї, а тому виділення двох кораблів для захисту Сингапуру розглядав як компроміс. Більш того ВМС США пізніше погодилися направити тихоокеанський флот з восьми потужних лінкорів до Сингапуру.
7 грудня 1941 завдали раптового удару по Перл-Гарбору. П'ять з восьми лінкорів США затонули, а інші сильно пошкоджено. Таким чином японці нейтралізували лінкори США на Тихому океані повітряною атакою, показавши вразливість бойових кораблів, які стоять на рейді, до повітряних атак, як і в Таранто. Втрата лінкорів дала змогу США зрозуміти, що основними бойовими кораблями повинні бути авіаносці, щоб можна було контратакувати японців, як наприклад, під час рейду Дуліттла у квітні 1942, а також атакувати японські військово-морські сили, як у битві в Кораловому морі в травні 1942 та у битві за Мідвей у червні 1942.
Потоплення британських лінкора HMS Prince of Wales та лінійного крейсера HMS Repulse, продемонструвало вразливість лінкорів під час повітряних атак навіть у морі без авіаційної підтримки. Обидва кораблі прямували на захист Сингапуру коли японські бомбардувальники та винищувачі наземного базування знайшли і потопили їх 10 грудня 1941. Не приємним було те, що Принц Уельський став першим сучасним лінкором який мав гарний захист від авіації і був потоплений саме нею.

#### Мідвей
Загально визнано, що битва за Мідвей стала перемогою авіаносців і виявила недоліки японського оперативного планування. Ямамото, вважаючи свої лінкори цінними бойовими одиницями, тримав їх в тилу, відповідно до традиційної практики. Тому вони не могли допомогти Наґумо (крім того, вони були повільними, щоб працювати разом з ним). Отже, після потоплення авіаносців Наґумо, Ямамото втратив можливість врятувати хоч щось. Авіаносці, не зважаючи на всі свої переваги, були вразливі вночі, і можливо Флетчер міг би атакувати Ямато в ніч з 6 на 7 червня, якби він перебував ближче.

#### Гуадалканал
На початку вступу у війну США в грудні 1941 жоден з дев'яти тихоокеанських лінкорів не був в строю. Один перебував на верфі у П'юджет-Саунд з червня 1941 по березень 1942. Вісім перебували в Перл-Гарборі, два було втрачено, а шість затоплено або пошкоджено і їх відправили на верфі на Західному узбережжі для ремонту та реконструкції. Зі швидкістю в 21 вузол лінкори не могли входити до складу швидких авіаносних груп. Нові швидкі лінкори класів Північна Кароліна та Південна Дакоти все ще проходили випробування. Вони були готові влітку 1942 і забезпечували зенітний захист авіаносців у боях за Східні Соломонові острови та острови Санта-Крус.

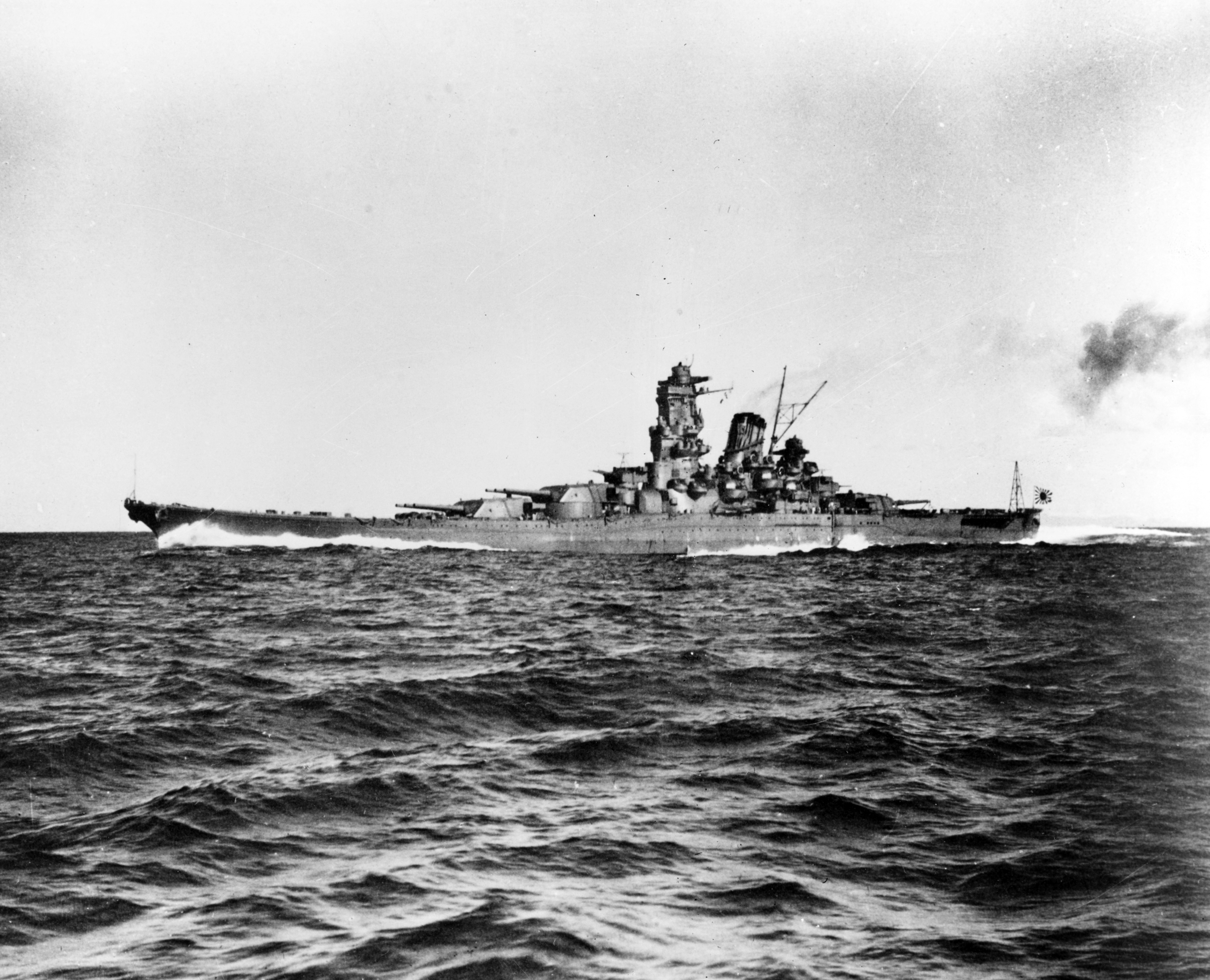
Лінкор Ямато (1940) японського імператорського флоту, знімок 1941, та його систершип Мусасі (1940) були найбільшими лінкорами в історії.

В той же час в Японському імператорському флоті на початку війни була дюжина лінкорів, але вони не брали участі у жодній визначній битві. Два лінкори класів Фусо та Ісе, не зважаючи на модернізацію та непогану швидкість, були передані силам самооборони для тренувань, у той час як Нагато та обидва лінкори класу Ямато зберігалися для участі у "вирішальній битві", яка так і не відбулася. По факту участь у боях на початку війни брали чотири лінійні крейсери класу Конго, які загалом виступали в ролі ескортних через свою велику швидкість та зенітне озброєння.
Під час завершального етапу битви за Гуадалканал восени 1942, японці і американці були змушені ввести в бій свої надводні лінійні сили через потребу в нічних операціях та виснаження авіаносних сил. Під час першої морської битви за Гуадалканал, лінкори Hiei та Kirishima були знешкоджені американськими крейсерами та есмінцями. Кілька кораблів ВМС США було втрачено, а інші пошкоджено, але вони нанесли критичні пошкодження Hiei, який покинув екіпаж після початку авіанальотів та з'ясування, що корабель врятувати не можливо. Наступного вечора, у другій морській битві за Гвадалканал 15 листопада 1942, лінкори США Південна Дакота та Вашингтон атакували та знищили Кірішиму, але тільки після того як японський корабель наніс важкі пошкодження Південній Дакоті. Північна Кароліна також тимчасово вийшла з ладу через атаку японської субмарини I-19, яка потопила ескортний есмінець USS O'Brien (DD-415).
Японці також застосували одного разу лінкори для обстрілу узбережжя, відправивши Конго та Харуну проти аеродрома Гендерсона. У найбільш вдалій операції японських лінкорів, загинув 41 захисник, а аеродром було виведено з ладу на 12 годин.

#### Затока Лейте
Під час битви у Філіппінському морі, японці зазнали значні втрати в авіації, а тому були змушені застосувати свої дредноутні сили, старі та нові, у битві в затоці Лейте. Завданням цієї "вирішальної битви" було зупинити Союзників на шляху до захоплення Філіппін, що могло перервати постачання нафтою японського флоту.
У битві в затоці Лейте, два загони японських лінкорів вступили в бій з американським десантом в затоці Лейте. Центральний загін з п'яти швидких лінкорів атакував з півночі; південний загін з двох повільних старих лінкорів атакував з півдня. У битві в морі Сібуян 24 жовтня 1944, центральний загін було атаковано авіацією американців, які потопили Мусасі, до того як він вийшов на відстань достатню для стрільби з гармат головного калібру. У битві в протоці Сурігао 25 жовтня, південний загін в складі лінкорів Фусо та Ямаширо вступив в бій з шістьма американськими лінкорами (п'ять з них підняли в Перл-Гарборі і відремонтували), на чолі з адміралом Джессі Олдедорфом з 7-го флоту США. Фусо потопили торпедами американські есмінці до початку бою лінкорів. Ямаширо отримав влучання з лінкорів і відступив не вистріливши у відповідь. Після припинення вогню лінкорів, його потопив торпедою американський есмінець. Це був останній бій лінкорів проти лінкорів.[джерело?]
Битва біля острова Самар відбулася по обіді 25 жовтня 1944, між чотирма потужними лінкорами Центрального загону, в складі Ямато, Конго, Харуни та Нагато та їхніми ескортними крейсерами, і більш слабкою тактичною групою "Taffy 3", яка складалася з есмінців та ескортних авіаносців. Есмінці та літаки атакували лінкори і змогли вивести з ладу Центральний загін. Саме під час цієї битви Ямато зробив єдиний постріл з гармат головного калібру.

#### Узбережжя Японії
У липні та серпні 1945 року кілька американських лінкорів та  «Кінг Джордж V» обстріляли кілька японських міст на узбережжі. Цілями їхньої атаки стали гавані та найближча залізнична інфраструктура.

### Радянсько-фінські бої
Під час Зимової радянсько-фінської війни, радянські лінкори Марат та Жовтнева революція зробила кілька спроб знищити фінські берегові батареї, щоб зробити повну морську блокаду. Радянські лінкори завдали незначної шкоди фінським укріпленням, а захисники у відповідь змогли один раз влучити в Марата.
Під час німецького нападу на Радянський Союз, радянські лінкори прикривали евакуацію з Таллінну, а також виконували роль плавучих батарей під час облоги Ленінграду. Щільні німецькі та фінські мінні поля та протичовнові сітки не давали змоги вести ефективне мореплавство в Фінській затоці, а тому великі кораблі знаходилися в порту. Німецький пілот бомбардувальника Штука Ганс-Ульріх Рудель потопив Марат на рейді 23 вересня 1941. Хоча лінкор міг вести вогонь з гармат головного калібру до кінця облоги. Марат та Жовтнева революція знаходилися на озброєнні до 1950-х.

## Можливості та тактика

### Вогнева підтримка
Після знищення німецьких основних кораблів, інші залишалися в портах, а тому основною задачею лінкорів Союзників стало бомбардування атлантичного узбережжя окупованої Європи. Вони брали участь у вторгненні в Марокко, коли лінкор USS Massachusetts вступив в бій і переміг лінкор вішистів Jean Bart 27 жовтня 1942. Шість лінкорів взяли участь в операції Нептун, підтримавши десант в день Д в червні 1944. D-Day також побачив навмисну жертву двох старих дредноутів (Courbet та HMS Centurion), які були затоплені для створення молу навколо союзних гаваней Малберрі.

### Протиповітряний захист

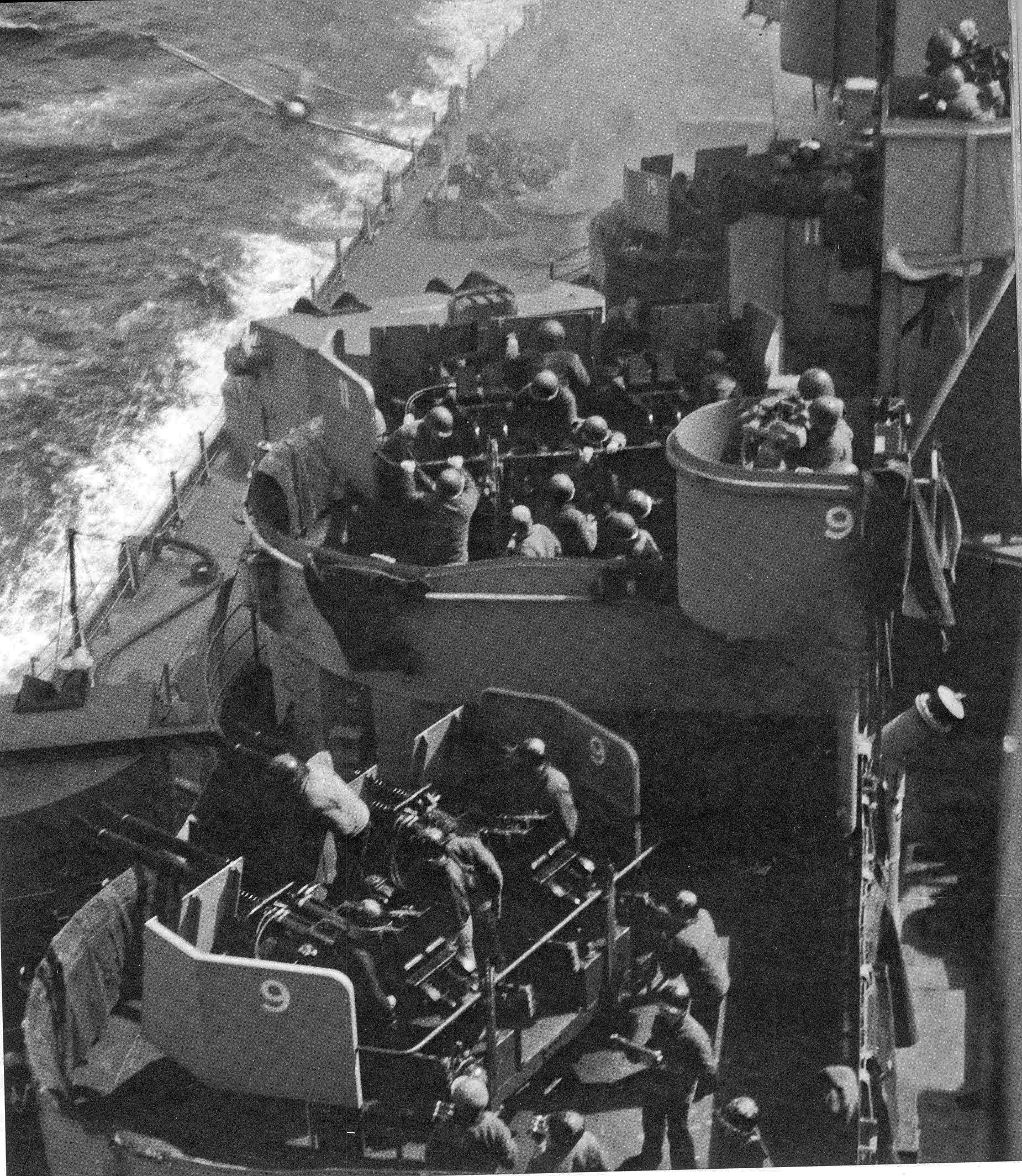
Удар камікадзе (ліворуч від центру поблизу верхньої межі) на Mitsubishi Zero в лінкор Міссурі (1944)

Потоплення Принца Уельського та Репалса біля узбережжя Малайї в 1941 продемонструвало, що навіть сучасні лінкори не можуть протистояти повітряним атакам без допомоги. Британська система керування вогнем HACS була непрацездатна через спеку та вологість у тропіках, а тому зенітна артилерія змогла збити лише кілька нападників.
Найбільш ефективними у боротьбі з авіаударами виявилися повітряні патрулі з авіаносців. Хоча швидкі лінкори могли відірватися від атакуючих літаків. Це продемонстрували Північна Кароліна та Південна Дакота у битвах за Східні Соломонові острови та острови Санта-Крус відповідно, де Північна Кароліна змогла збити від 7 до 14 літаків, а Південна Кароліна від 26 до 32. Присутність лінкорів у битвах 1942 року була вирішальною, оскільки США ще не змогли забезпечити достатню кількість літаків і кораблів для боротьби з японськими пілотами. США не втратили жодного лінкора під час повітряних атак у відкритому морі під час Другої світової.
До 1944 адмірал Реймонд Спрюенс розробив для своїх сил складну систему захисту. Перша лінія складалася з есмінців з радарами, які знаходили японські літаки та передавали їхні координати патрульним винищувачам, які атакували літаки японців, які змогли прорватися через зенітний вогонь. Саме тому японці зазнали значних втрат у битві в Філіппінському морі і не змогли сильно зашкодити своїм головним цілям, авіаносця. Найбільше постраждала Південна Дакота в яку влучила бомба і спричинила багато жертв, але не сильно пошкодила сам лінкор.

#### Зенітні гармати
На початку Другої світової більшість лінкорів мала великі зенітні батареї. На лінкорах було встановлено такі самі легкі зенітні гармати (Союзники використовували автоматичні гармати, наприклад, Bofors 40 мм та Oerlikon 20 мм), як і на менших кораблях, але в більшій кількості. Поява неконтактних детонаторів та радарів покращила ефективність цих батарей.

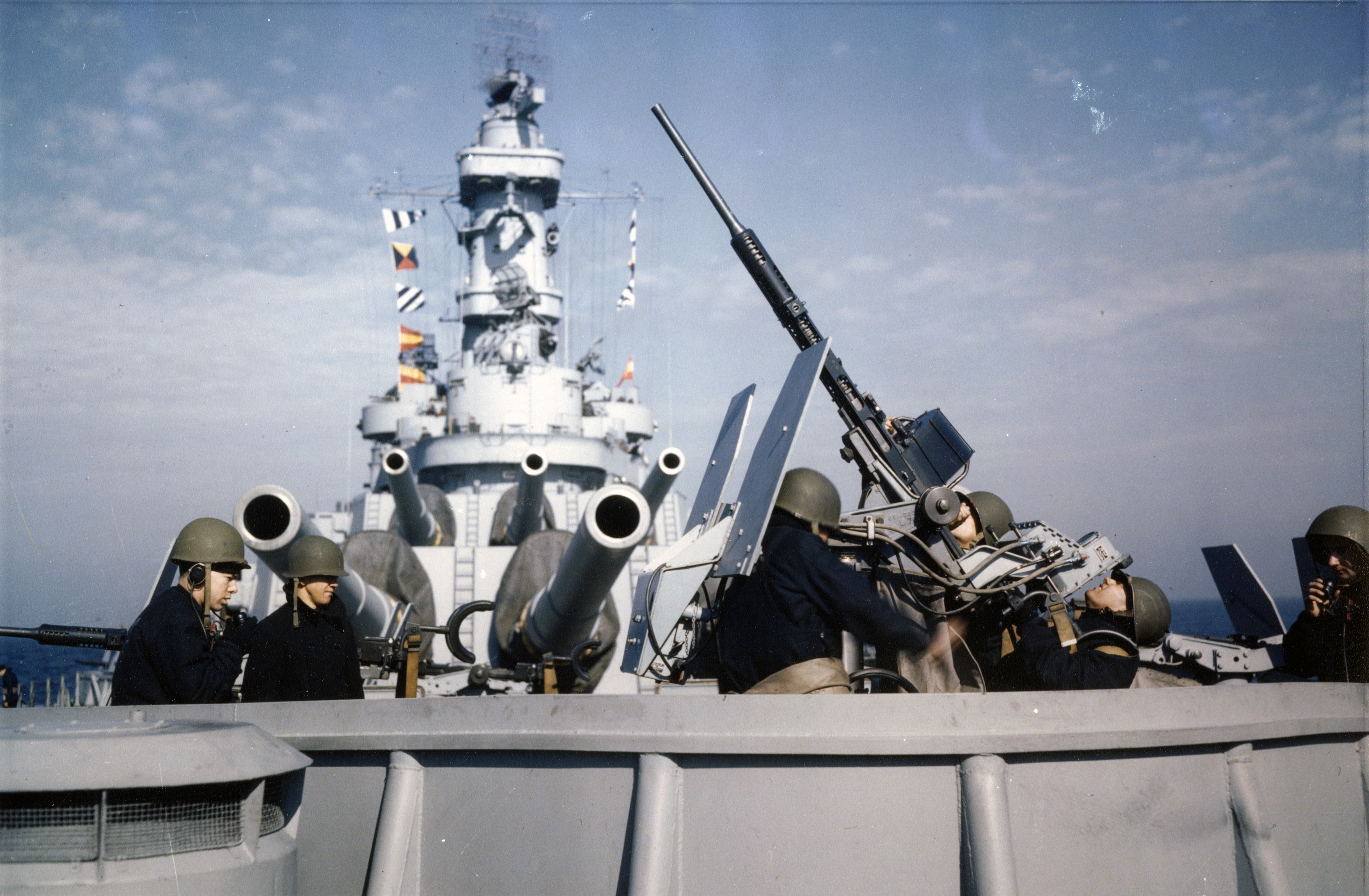
Зенітна гармата Oerlikon 20 мм на борту лінкора Айова

На лінкорах після Першої світової війни, загалом британських та американських, було демонтовано батареї додаткових гармат в казематах, які могли стріляти лише по наземних цілях і встановили гарматні башти, які могли вести і зенітний вогонь (5- або 6-дюймового калібру). Спочатку такі гармати використовували для боротьби зі швидкими надводними цілями, есмінцями та торпедними катерами, але швидкий розвиток авіації призвів до появи торпедоносців та пікірувальників, тому виникла потреба в важких зенітних гарматах. Використання гармат подвійного призначення обґрунтовувалося таким чином, що навряд чи корабель буде атаковано літаками і есмінцями одночасно, а мати окремі гармати для кожного виду потребує багато місця. Гармати обох видів мали однакові калібри і їх можна було розділити на батареї, а розташування в баштах давало кращі кути підвищення. Простір, який звільнився, дозволив збільшити боєкомплект, збільшити бронювання палуби, укласти інше обладнання, встановити більш легкі зенітні батареї тощо
Лінкори класу Нельсон, які отримали розробки призначені для лінійного крейсера G3, стали першими кораблями які отримали гармати подвійного призначення, які були здатні боротися з надводними та повітряними цілями. У порівнянні з легкими зенітками вони мали менший темп вогню, але вони мали більшу відстань стрільби і кращу вогневу потужність. Це стало вирішальним фактором у боротьбі з японськими камікадзе у останні роки війни. Вони також могли стріляти у воду створюючи сплески перед торпедоносцями, які летіли на невеликій висоті. На лінкорах можна було встановити більшу кількість таких батарей, ніж на крейсерах або авіаносцях
На німецьких кораблях, таких як Бісмарк, було встановлено окремо батареї гармат протимінного калібру і зенітні гармати, на відміну від британських та американських лінкорів, які мали гармати подвійного призначення. Так Бісмарк мав батарею з дванадцяти 5,9 inch (150 мм) гармат, а шістнадцять гармат калібру 4.1 inch (105 мм) призначалися для боротьби з авіацією. 150 мм гармати могли стріляти лише по надводним судам оскільки не мали кутів підвищення для стрільби по висотним цілям. Це ускладнило постачання боєкомплектів, він займав більше місця та зменшило кількість гармат обох калібрів (що зменшило бортовий залп, як проти кораблів так і проти літаків). В Імператорському японському флоті мали такі самі проблеми, що і німці, оскільки їхні додаткові батареї були повільними щоб слідкувати за літаками.
Японці навіть розробили зенітний снаряд "San Shiki" (Вулик) Model 13 гармат головного калібру лінкорів класу Ямато, який теоретично мав працювати як великий набій "дробовика", хоча його визнали не вдалим.
Лінкор HMS Prince of Wales мав одну з найсучасніших морських  зенітних систем того часу, High Angle Control System (Система керування під великим кутом), яка мала точний зенітний радар для стрільби на далекі відстані, який було продемонстровано під час Операції «Гальбед» в серпні та вересні 1941. Проте велика спека та вологість в малайських водах у грудні того року сильно вплинули на роботу зенітних радарів FC, а 2 фунтові снаряди зіпсувалися. Було викликано техніків Королівських ВМС для вирішення проблем з радарами Принца Уельського, але їм не вистачило часу для ремонту.

#### Броня
Після Ютландської битви та у міжвоєнний час конструктори почали розробляти схеми бронювання які захищали від літаків та субмарин. Лінкори Першої світової війни вели вогонь на прямій дистанції під кутом 90 градусів. Високі кути піднесення гармат та появи бомбардувальників призвело до того, що конструктори почали додавати броню для захисту від загрози з гори. П'ять американських кораблів класів Теннессі та Колорадо отримали кращий підводний захист у порівнянні з попередниками. Лінкори нового класу отримали бронеплити товщиною 40". Проектний лінійний крейсер G3 планували обладнати тестовою протиторпедною схемою бронювання, яку пізніше використали на лінкорах класу Нельсон. Не дивно, що більшість лінкорів часів Першої світової війни під час Другої світової сильно постраждали від субмарин та літаків оскільки не мали гарного захисту.
По ватерлінії лінкори мали броньований пояс. Він повинен був зупиняти снаряди і запобігати затопленню від вибухів снарядів, які падали поряд з кораблем. Німецькі лінкори Першої світової та італійські часів Другої світової мали легший броньовий пояс у верхній частині, яка йшла до головної або штормової палуби. Товщина поясу по ватерлінії коливалася від 10" до 15", товщина верхньої частини поясу коливалася від 4" до 10". більшість кораблів часів Другої світової мали скошений пояс (внутрішній на деяких класах), для збільшення опору снарядам; крім того вони не мали верхньої частини поясу для збереження ваги. Товщина броньового поясу класу Strasbourg становила 10" — лінійні крейсери більші за деякі лінкори — або від 12" (у класів Південна Дакота та Айова) до 16" (клас Ямато).
Кораблі Першої світової мали легку верхню броньову палубу для захисту додаткових гармат і головну броньову палубу краї якої були скошені щоб стикуватися з броньовим поясом, але товщина таких скосів була від 1,5" до 2". Зі зростанням відстані стрільби і розвитком авіації було розпочато програми для покращення захисту палуб та дахів башт. Американська схема бронювання "все-або-нічого" становила пласку важку броньову палубу, яка спиралася на верхні краї броньованого поясу, а також охоплювала легкі броньовані штормову та нижню палуби: таку конструкцію використовували на всіх кораблях Другої світової, окрім підрозділів Рейхсмаріне, де кораблі мали важку броньовану нижню палубу та легку верхню палубу. Товщина головної броньової палуби коливалася від 4" до 6" або навіть 9" для класу Ямато, яка зазвичай збільшувалася над артилерійськими погребами: легкі палуби мали товщину від 1,5" до 2".
Після Ютландського бою було розроблено складну систему торпедного захисту (СТЗ). Використання турбо-електричних двигунів дозволило переглянути розташування машинних відділень, зменшуючи їх, та дозволило збільшити систему броньованих перебірок та порожнин для зберігання палива. У той же час, крейсери з "тонкою бронею" та авіаносці мали лише велику кількість відсіків, які запобігали поширенню течії. Деякі отримали протиторпедну обшивку, хоча вона і не була такою товстою як броньовий пояс. Під час атаки на Перл-Гарбор, саме СТЗ та засоби контролю за затоплення допомогли Західній Вірджинії пережити влучання дев'яти торпед, у той час як Оклахома, яка не мала системи захисту, перевернулася до гори дном після влучання трьох.
Для атаки на Перл-Гарбор японські ВПС використали 16" снаряди лінкорів класу Нагато в якості бомб для пробивання броньової палуби американських лінкорів. Саме така бомба скинута з пікірувальника Nakajima B5N в результаті чого затонув лінкор Аризона.
Під час атаки на Ямато американські торпедоносці заходили на ціль з носу або корми, де не було броньового поясу. Для успішної атаки торпедоносців винищувачі завдали удару по зенітних батареях, а пікіруючі бомбардувальники бомбовими ударами руйнували все, що знаходиться на верхніх палубах, зенітні гармати та системи керування вогнем. Крім того пілоти отримали вказівки атакувати корабель з одного боку, щоб викликати великі течії, з якими було важкого боротися, що призвело до перевороту корабля. Смертельним стало влучання торпеди в носову частину судна, в яку через велику швидкість лінкора потрапляла велика кількість води, розширюючи пробоїну і руйнуючи перебірки, через що однотипний Ямато, Мусасі, пішов на дно під час битви в затоці Лейте. Крім того атака з корми виявилася дуже ефективною, що довели атаки на Бісмарк та Принц Уельський; кілі та гвинти були також сильно вразливими.
ПС флоту Великої Британії планували скидати бронебійні бомби з дещо більшої висоти щоб вони могли пробивати товсту броню «Тірпіці» під час операції «Тангстен». Оскільки британські пілоти не змогли скинути бомби з оптимальної висоти, Тірпіц зазнав сильних пошкоджень на верхній палубі, але броньова палуба не була пробита. Під час атак камікадзе американські лінкори не сильно постраждали через свою товсту броню. Більше від камікадзе постраждали менш броньовані кораблі.
Розвиток захисту лінкорів не встигав за швидкістю розвитку боєприпасів. Наприклад, СТЗ лінкорів Південної Дакоти та Айови була розроблена для поглинання енергії підводних вибухів дорівнювала 317 кг TNT — найбільше припущення стосовно потужності японської зброї 1930-х. Але невідома розвідці флоту США, японська 60 см торпеда Type 93, мала заряд який дорівнював 405 кг TNT. І жодна кількість броні, яку можна було б встановити на Тірпіц, не витримала влучання 5,4 т бомб Толлбой які скидали бомбардувальники Королівських ВПС Lancaster під час операції Катехіз. Примітно, що Толлбой який влучив в Тірпіц по міделю між катапультою та димовою трубою пробив велику діру в борту корабля і днищі, зруйнувавши частину броньового поясу, що призвело до чисельних течій.

#### Координація та хвилі
У заздалегідь спланованих атаках, винищувачі подавляли зенітні батареї лінкорів, у той час як пікіруючі бомбардувальники бронебійними бомбами руйнували надбудови, зенітні установки та системи керування вогнем. Зазвичай винищувачі та пікірувальники готували підґрунтя для атак торпедоносців.
Лінкори могли витримати більше влучень і мали менше вразливих місць ніж крейсери та авіаносці, тому було важко їм нанести критичне влучення (випадки з Бісмарком та Принцом Уельським є винятком). Тому шлях для перемоги над лінкорами був складним і виснажливим, повторюючі атаки літаків. Найкраще це продемонструвала битва в затоці Лейте; в Сібуянському морі супер-дредноут «Мусасі» атакували кілька хвиль літаків з авіаносців, саме на цих атаках і сконцентрували американці. Американські літаки не досягли б успіху якщо б не атакували б всі японські кораблі. Саме це довела повітряна атака 24 жовтня на південний загін Нішімури, навіть атака на старий лінкор класу Фусо і його кораблі супроводу була не вдалою через те, що його атакувала лише одна хвиля літаків з авіаносців Франклін та «Ентерпрайз».

#### Новаторські атаки
Сили Осі використали кілька нетрадиційних методів. Італійці успішно використали бойових плавців для встановлення вибухових зарядів, сильно пошкодивши лінкор HMS Queen Elizabeth і несильно пошкодивши на мілководді лінкор HMS Valiant в гавані Александрії, що вивело Valiant зі строю до середини 1942 а Queen Elizabeth до середини 1943. Іншими методами італійців було використання керованих людьми торпед та невеликих вибухових катерів, які несли заряди вибухівки, наводили на ціль, виводили на максимальну швидкість, а потім пілот вистрибував у воду.
Німці розробили серію дистанційно керованої зброї, наприклад керовані бомби Fritz X. 9 вересня 1943 року німці змогли потопити італійський лінкор Roma і частково пошкодили однотипний Italia, коли вони йшли здаватися. Перша влучила в лінкор Roma за 90 мм зенітною установкою, пробивши палубу та борт, а потім вибухнула, вдвічі зменшивши його швидкість; інша влучила між баштою №2 та бойовою рубкою. Це влучання викликало вибух, який зірвав башту і зачепив котли, після чого розпочалася пожежа через, що вибухнули погреби головного калібру. Загинуло 1,353 осіб; вижило лише 596. Серед загиблих був командувач ВМС Італії адмірал Карло Бергаміні. Через тиждень, німці влучили у британський лінкор HMS Warspite. Бомба пробила шість палуб перед вибухом біля днища судна, зробивши велику діру в ньому. Корабель прийняв 5,000 тонн води, втратив пару, а тому його довелося буксирувати. Його довели до Мальти, але він вибув зі строю на 12 місяців.
Пізніше британці розробили міні-субмарини для потоплення лінкорів в гавані та дуже важкі бомби для скидання зі стратегічних бомбардувальників. Останній німецький лінкор «Тірпіц» сховали в норвезьких фіордах захистивши протичовновою зброєю та береговими зенітними гарматами. Лінкор було сильно пошкоджено в вересні 1943 під час операції Соурс, британськими міні-субмаринами. Після кількох авіаударів, в тому числі під час операції Тангстен, «Тірпіц» затопили важкі бомбардувальники RAF великими бомбами Толлбой. Під час операції Катехіз, дві бомби пробили броню, одна пробила лівий борт, а інша викликала пожежу через, що вибухнули погреби і підірвали башту Цезар, що призвело до перевертання корабля, загинуло 1,000 з 1,700 осіб.